# Sviluppo asintotico
In matematica con il termine sviluppo asintotico, o con gli equivalenti serie asintotica e sviluppo di Poincaré si intende una serie formale di funzioni, non necessariamente convergente, tale che, troncata ad un numero finito di termini, fornisce un'approssimazione di una data funzione per un valore particolare.

## Definizione matematica
Sia {\displaystyle \{\phi _{n}\}} una successione di funzioni continue in un dato dominio tali che valga, per ogni {\displaystyle n} (secondo la notazione di Landau):
{\displaystyle \phi _{n+1}(x)=o(\phi _{n}(x)),\quad {\text{per }}x\rightarrow x_{0},}
dove {\displaystyle x_{0}} è un punto limite del dominio (dunque non necessariamente facente parte del dominio, per esempio se il dominio è {\displaystyle \mathbb {R} }, si potrebbe considerare {\displaystyle x_{0}=+\infty }).
Data {\displaystyle f(x)} una funzione continua sul suddetto dominio, è possibile determinare dei coefficienti {\displaystyle a_{n}} tali che valga per ogni {\displaystyle N}:
{\displaystyle f(x)=\sum _{n=0}^{N}a_{n}\phi _{n}(x)+O(\phi _{N+1}(x)),\quad {\text{per }}x\rightarrow x_{0}.}
La serie ottenuta {\displaystyle \sum _{n=0}^{\infty }a_{n}\phi _{n}(x)} si definisce sviluppo asintotico di {\displaystyle f(x)} in {\displaystyle x_{0}} rispetto alle funzioni {\displaystyle \{\phi _{n}\}}.
Analogamente si può scrivere:
{\displaystyle f(x)\sim \sum _{n=0}^{\infty }a_{n}\phi _{n}(x),\quad {\text{per }}x\rightarrow x_{0}.}
Bisogna notare che i coefficienti della serie tali da soddisfare le suddette condizioni sono univocamente determinati dalla relazione:
{\displaystyle a_{N+1}={\frac {f(x)-\sum _{n=0}^{N}a_{n}\phi _{n}(x)}{\phi _{N+1}}},\quad {\text{per }}x\rightarrow x_{0}.}
In questo modo le serie asintotiche risultano essere una generalizzazione delle serie di Taylor. Tra i metodi per costruire tali sviluppi vi sono la formula di Euler-Maclaurin e trasformate integrali quali la trasformata di Laplace e la trasformata di Mellin. Spesso si riesce ad individuare uno sviluppo asintotico effettuando ripetute integrazioni per parti.

## Un esempio esplicativo
Si consideri la seguente funzione integrale:
{\displaystyle f(x)=\int _{0}^{\infty }{\frac {e^{-t}}{x+t}}dt.}
Cerchiamo il suo sviluppo asintotico per {\displaystyle x\gg 1}. In questo caso la soluzione si trova direttamente sfruttando l'identità della serie geometrica:
{\displaystyle {\frac {1}{x+t}}={\frac {1}{x}}\left({\frac {1}{1+t/x}}\right)=\sum _{n=0}^{N}{\frac {(-1)^{n}}{x^{n+1}}}t^{n}-{\frac {1}{x^{N+1}}}{\frac {t^{N+1}}{x+t}},}
sostituendo questa espressione si ottiene immediatamente che:
{\displaystyle f(x)=\sum _{n=0}^{N}{\frac {(-1)^{n}}{x^{n+1}}}\Gamma (n+1)+R_{N}(x),}
dove
{\displaystyle R_{N}(x)=-{\frac {1}{x^{N+1}}}\int _{0}^{\infty }{\frac {t^{N+1}e^{-t}}{x+t}}dt.}
Questa espressione soddisfa tutte le suddette proprietà, quindi è possibile concludere che:
{\displaystyle f(x)\sim \sum _{n=0}^{+\infty }{\frac {(-1)^{n}n!}{x^{n+1}}}.}
Lo stesso sviluppo si ottiene anche applicando più volte l'integrazione per parti o con il metodo asintotico di Laplace.

## Sviluppi asintotici notevoli
- Funzione Gamma

{\displaystyle {\frac {\exp(x)}{x^{x}{\sqrt {2\pi x}}}}\Gamma (x+1)\sim 1+{\frac {1}{12x}}+{\frac {1}{288x^{2}}}-{\frac {139}{51840x^{3}}}-\cdots ,\quad {\text{per }}x\rightarrow \infty .}
- Integrale esponenziale

{\displaystyle x\exp(x)E_{1}(x)\sim \sum _{n=0}^{\infty }{\frac {(-1)^{n}n!}{x^{n}}},\quad {\text{per }}x\rightarrow \infty .}
- Funzione zeta di Riemann

{\displaystyle \zeta (s)\sim \sum _{n=1}^{N-1}n^{-s}+{\frac {N^{1-s}}{s-1}}+N^{-s}\sum _{m=1}^{\infty }{\frac {B_{2m}s^{\overline {2m-1}}}{(2m)!N^{2m-1}}},}
dove i {\displaystyle B_{k}} sono i numeri di Bernoulli ed {\displaystyle s^{\overline {2m-1}}} denota un fattoriale crescente. Questo sviluppo è valido per tutti gli {\displaystyle s} complessi e si usa spesso per calcolare la funzione zeta utilizzando un valore abbastanza elevato di {\displaystyle N}, ad esempio {\displaystyle N>|s|}.
- Funzione degli errori

{\displaystyle {\sqrt {\pi }}xe^{x^{2}}{\rm {erfc}}(x)=1+\sum _{n=1}^{\infty }(-1)^{n}{\frac {(2n)!}{n!(2x)^{2n}}}.}

## Convergenza
La convergenza della serie asintotica {\displaystyle \sum _{n=0}^{\infty }a_{n}\phi _{n}(x)} può essere studiata agevolmente ricorrendo al criterio della radice o al criterio del rapporto.

### Convergenza puntuale
Se si è interessati alla convergenza puntuale, per ogni {\displaystyle x} fissato la serie asintotica diventa una serie numerica, la quale converge (condizione sufficiente) se converge assolutamente, cioè se converge la serie
{\displaystyle \sum _{n=0}^{\infty }|a_{n}||\phi _{n}(x)|.}
A questa serie si può applicare il criterio della radice o quello del rapporto se:
{\displaystyle \lim _{n\to \infty }{\sqrt[{n}]{|a_{n}||\phi _{n}(x)|}}<1\qquad \qquad {\text{oppure}}\qquad \qquad \lim _{n\to \infty }{\frac {|a_{n+1}||\phi _{n+1}(x)|}{|a_{n}||\phi _{n}(x)|}}<1.}
Nel caso in cui esista il limite:
{\displaystyle \lim _{n\to \infty }{\sqrt[{n}]{|a_{n}|}}=L\qquad \qquad {\text{oppure}}\qquad \qquad \lim _{n\to \infty }\ {\frac {|a_{n+1}|}{|a_{n}|}}=L,}
allora le condizioni sufficienti per la convergenza assoluta della serie asintotica diventano:
{\displaystyle \lim _{n\to \infty }{\sqrt[{n}]{|\phi _{n}(x)|}}<l(x)<1/L\qquad \qquad {\text{oppure}}\qquad \qquad \lim _{n\to \infty }\ {\frac {|\phi _{n+1}(x)|}{|\phi _{n}(x)|}}=l(x)<1/L.}
Quindi condizione sufficiente affinché la serie asintotica converga in {\displaystyle A} è quella di prendere:
{\displaystyle A\subseteq \{x:l(x)<1/L\}.}

### Convergenza uniforme
Volendo stabilire se la serie asintotica converge uniformemente in {\displaystyle A'\subseteq A}, si può considerare che condizione sufficiente è che essa converga totalmente, ossia che converga la serie 
{\displaystyle \sum _{n=0}^{\infty }|a_{n}|\sup _{A'}|\phi _{n}(x)|.}
Posto:
{\displaystyle c_{n}(A'):=\sup _{A'}|\phi _{n}(x)|,}
applicando il criterio della radice o quello del rapporto la condizione sufficiente per la convergenza di questa serie è:
{\displaystyle \lim _{n\to \infty }{\sqrt[{n}]{c_{n}(A')}}<1/L\qquad \qquad {\text{oppure}}\qquad \qquad \lim _{n\to \infty }\ {\frac {c_{n+1}(A')}{c_{n}(A')}}<1/L.}

### Serie di potenze
Il caso più notevole e importante è quello delle serie di potenze:
{\displaystyle \phi _{n}(x)=(x-x_{0})^{n},}
in cui si ha:
{\displaystyle \lim _{n\to \infty }{\sqrt[{n}]{|\phi _{n}(x)|}}=\lim _{n\to \infty }\ {\frac {|\phi _{n+1}(x)|}{|\phi _{n}(x)|}}=|x-x_{0}|<1/L\qquad \Leftrightarrow \qquad x\in (x_{0}-1/L,x_{0}+1/L),}
per cui possiamo prendere:
{\displaystyle A=(x_{0}-1/L,x_{0}+1/L).}
Inoltre, se si considera un intervallo del tipo
{\displaystyle A'=[x_{0}-R,x_{0}+R],}
si ha:
{\displaystyle c_{n}(A'):=\sup _{A'}|(x-x_{0})^{n}|=R^{n},}
da cui
{\displaystyle \lim _{n\to \infty }{\sqrt[{n}]{c_{n}(A')}}=\lim _{n\to \infty }\ {\frac {c_{n+1}(A')}{c_{n}(A')}}=R<1/L.}
Per cui la serie converge uniformemente in ogni intervallo chiuso contenuto nell'intervallo aperto su cui converge puntualmente.

## Metodi per calcolare gli sviluppi asintotici
- Principio di fase stazionaria

{\displaystyle I(k)=\int _{a}^{b}g(x)e^{ikf(x)}\,dx}
è uguale a:
- Se {\displaystyle f(x)} è stazionario in un unico punto {\displaystyle a<x_{0}<b}

{\displaystyle I(k)\cong g(x_{0}){\sqrt {\frac {2\pi }{k\left|{f''(x_{0})}\right|}}}e^{i\left[kf(x_{0})\pm {\frac {\pi }{4}}f''(x_{0})\right]}.}
- Se {\displaystyle f(x)} possiede un solo punto stazionario corrispondente al limite inferiore dell'integrale {\displaystyle x_{0}=a}

{\displaystyle I(k)\cong {\frac {g(b)}{ikf'(b)}}e^{ikf(b)}+{\frac {1}{2}}{\sqrt {\frac {2\pi }{k|f''(x_{0})|}}}g(x_{0})e^{ikf(x_{0})}e^{i\pm {\frac {\pi }{4}}}.}
- Se {\displaystyle f(x)} possiede un solo punto stazionario corrispondente al limite superiore dell'integrale {\displaystyle x_{0}=b}

{\displaystyle I(k)\cong -{\frac {g(a)}{ikf'(a)}}e^{ikf(a)}+{\frac {1}{2}}{\sqrt {\frac {2\pi }{k|f''(x_{0})|}}}g(x_{0})e^{ikf(x_{0})}e^{i\pm {\frac {\pi }{4}}}.}
- Metodo di Laplace [1]

{\displaystyle \int _{a}^{b}\exp(\lambda f(x))g(x)dx\thicksim {\sqrt {\frac {-2\pi }{f''(x_{0})\lambda }}}g(x_{0})\exp(\lambda f(x_{0})).}
Con {\displaystyle f(x)} e {\displaystyle g(x)} due funzioni definite in {\displaystyle [a,b],} con almeno uno tra {\displaystyle a} e {\displaystyle b} finito, tali che:
- {\displaystyle f(x)<f(x_{0})} in ogni intervallo che non contiene {\displaystyle x_{0};}
- {\displaystyle f(x)} è continuamente differenziabile due volte in un intorno di {\displaystyle x_{0}} e inoltre {\displaystyle f'(x_{0})=0,f''(x_{0})<0;}
- {\displaystyle g(x)} è continua in un intorno di {\displaystyle x_{0};}
- l'integrale è assolutamente convergente per {\displaystyle \mathrm {Re} (\lambda )>\sigma >0.}